# Lubuk Ladung
Lubuk Ladung is een bestuurslaag in het regentschap Bengkulu Selatan van de provincie Bengkulu, Indonesië. Lubuk Ladung telt 1180 inwoners (volkstelling 2010).